# Інкліюкінатко 2
Інкліюкінатко 2 (англ. Inklyuhkinatko 2) — індіанська резервація в Канаді, у провінції Британська Колумбія, у межах регіонального округу Томпсон-Нікола.

## Населення
За даними перепису 2016 року, індіанська резервація нараховувала 30 осіб, показавши скорочення на 26,8%, порівняно з 2011-м роком. Середня густина населення становила 43,6 осіб/км².

## Клімат
Середня річна температура становить 7,6°C, середня максимальна – 20,5°C, а середня мінімальна – -8,2°C. Середня річна кількість опадів – 546 мм.
| Клімат поселення                              | Клімат поселення | Клімат поселення | Клімат поселення | Клімат поселення | Клімат поселення | Клімат поселення | Клімат поселення | Клімат поселення | Клімат поселення | Клімат поселення | Клімат поселення | Клімат поселення | Клімат поселення |
| Показник                                      | Січ.             | Лют.             | Бер.             | Квіт.            | Трав.            | Черв.            | Лип.             | Серп.            | Вер.             | Жовт.            | Лист.            | Груд.            |                  |
| Середній максимум, °C                         | 3,62             | 5,81             | 9,35             | 12,82            | 16,90            | 20,31            | 20,15            | 20,49            | 16,37            | 10,88            | 4,99             | 1,60             |                  |
| Середня температура, °C                       | −2,28            | −0,06            | 3,46             | 6,92             | 11,02            | 14,43            | 17,32            | 17,65            | 13,53            | 8,06             | 2,15             | −1,24            |                  |
| Середній мінімум, °C                          | −8,15            | −5,96            | −2,42            | 1,04             | 5,14             | 8,54             | 14,48            | 14,81            | 10,70            | 5,22             | −0,68            | −4,08            |                  |
| Норма опадів, мм                              | 76               | 47               | 40               | 25               | 32               | 33               | 29               | 28               | 29               | 50               | 78               | 79               |                  |
| Середньомісячна швидкість вітру, м/с          | 2.04             | 2.12             | 2.40             | 2.60             | 2.40             | 2.40             | 2.20             | 2.00             | 1.82             | 1.94             | 2.02             | 2.02             |                  |
| Середньомісячна сонячна радіація, кДж/м²·день | 3339             | 6547             | 10823            | 15879            | 19549            | 21176            | 22051            | 18869            | 13361            | 7485             | 3690             | 2596             |                  |
| --------------------------------------------- | ---------------- | ---------------- | ---------------- | ---------------- | ---------------- | ---------------- | ---------------- | ---------------- | ---------------- | ---------------- | ---------------- | ---------------- | ---------------- |
| Джерело:                                      |                  |                  |                  |                  |                  |                  |                  |                  |                  |                  |                  |                  |                  |